# Helene Roth (Künstlerin)
Helene Roth (* 12. August 1887 in Wangen an der Aare; † 31. Dezember 1966 in Niederbipp; auch Ida Helene Roth) war eine Schweizer Malerin und Grafikerin.

## Leben und Wirken
Helene Roth wurde am 12. August 1887 in Wangen an der Aare geboren. Von 1905 bis 1907 lernte sie bei Cuno Amiet. Ihr künstlerischer Schwerpunkt lag bei Porträts, Landschaftsmalerei und Stillleben. 1928 schuf sie im Restaurant «Kreuz», Herzogenbuchsee, eine Gemäldeserie für die Schweizerische Ausstellung für Frauenarbeit Saffa. Die politisch engagierten «Kreuz»-Betreiberinnen rund um Amélie Moser-Moser, Amy Moser und Lina Bögli stehen im Fokus des Zyklus, der in Szenen aus der Haushaltungsschule oder dem alkoholfreien Restaurant das «Kreuz» als Dreh- und Angelpunkt der Schweizer Frauenbewegung versteht.
Helene Roth starb Ende 1966 im Alter von 79 Jahren und wurde am 4. Januar 1967 in Wangen an der Aare beigesetzt; die Abdankung hielt Pfarrer Eduard Schweingruber, den sie einst porträtiert hatte.

## Auszeichnungen
- 1918 / 1936: Eidgenössisches Kunststipendium

## Ausstellungen (Auswahl)
- 1928: Cuno Amiet & seine Schüler. Kunstmuseum Bern
- 1998: «Der sanfte Trug des Berner Milieus». Künstler und Emigranten 1910–1920. Kunstmuseum Bern.
- 1993: Von Amiet bis Weder – das Schönste aus der Oberaargauer Kunstlandschaft. Kunsthaus Langenthal

## Werke
- Treffen an der Kreuzstrasse vor Zofingen am Zentralfest 1840, Zofingerhaus Bern (1939).

### Schriften
- Vom Grossen St. Bernhard. Diesseits und jenseits des ältesten Alpenüberganges. (Text und Bilder.) Privatdruck. Hrsg. von den Erben von Helene Roth. Bern-Spiegel 1968.
- Die Familie Walther im Pfarrhaus Wangen an der Aare. In: Museumsverein Wangen an der Aare (Hrsg.): Neujahrsblatt 2001 – Wangen an der Aare. S. 13–17. Digitalisat
- Zwei originelle Gestalten aus Wangen. In: Jurablätter. Zeitschrift für Heimat- und Volkskunde. Bd. 24, 1962, H. 3–4, S. 51f. doi:10.5169/seals-861348#68